# 5293 Bentengahama
5293 Bentengahama eller 1991 BQ2 är en asteroid i huvudbältet som upptäcktes den 9 januari 1991 av de båda japanska astronomerna Kazuro Watanabe och Masanori Matsuyama vid Kushiro-observatoriet. Den är uppkallad efter en sandstrand kallad Bentengahama i Japan.
Asteroiden har en diameter på ungefär 11 kilometer och den tillhör asteroidgruppen Eunomia.